# Antonio Tallada i Romeu
Antonio Tallada i Romeu (Ulldecona, 1799 - Chinchilla de Monte-Aragón, Albacete, 13 de març de 1838) va ser un militar català i un dels principals caps carlins. Fou pare del també militar carlí Francesc Tallada i Forcadell (1824-1873).
El 1824, només sortir de l'Escola Militar, s'allistà en les files de l'exèrcit reialista i es distingí en la presa d'Ulldecona. Nomenat tinent el 1823 i el 1824 capità, va ser destinat de guarnició a Alacant. El 1833 s'incorporà a l'exèrcit carlista de Morella, i posteriorment assistí als combats de Calanda, Daroca, Batea, Maials i Avinyó, on fou ascendit a comandant. Va estar a accions a Sorita, Beseit, Alcorisa, La Portellada, Mosquerola, Soneixa, Alcanar, La Sénia, Roquetes, Llíria i Xiva. Derrotà el coronel liberal Iriarte, entre les poblacions d'Amposta i Ulldecona, amb els 850 voluntaris que el seguien.
El 1837 fou ascendit a coronel, i es distingí a la Ribera del Xúquer i en la victòria carlista de Xerta, en què guanyà la Creu de Sant Ferran. Acredità el seu valor en els combats de Catí i Vilar de Canes.
El 16 de gener de 1838 comandà l'expedició a Andalusia al front de quatre batallons, tres esquadrons de cavalleria i una secció d'artilleria, amb un total de 2.300 homes d'infanteria i 280 de cavalleria. A Conca sorprengué una força de 250 cristins que defensaven Iniesta i als quals vencé i n'afusellà els oficials malgrat haver capitulat abans. A Alcaraz, se li uní el brigadier Basilio García, el qual fou sorprès pel general isabelí Sanz a Baeza i desfeta la seva força.
La matinada del 27 de febrer el general Pardiñas el va vèncer a Castril, fent-li de 1.800 a 2.000 presoners, que s'emportaren a Granada. Tallada fugí bo i ferit i perseguit per les províncies de Múrcia i Albacete, fins a ser desfeta el mes de març de 1838 pel brigadier Amor, fou conduït a Chinchilla de Monte-Aragón, on fou afusellat el 13 de març del 1838 com a càstig pels afusellaments dels oficials d'Iniesta.